# Sphingonotus gobicus
Sphingonotus gobicus är en insektsart som beskrevs av Chogsomzhav 1975. Sphingonotus gobicus ingår i släktet Sphingonotus och familjen gräshoppor. Inga underarter finns listade i Catalogue of Life.